# Awlad Mana
Les Awlad Mana sont un groupe ethnique du Soudan parlant zaghawa. Ils seraient environ 150 000.